# Berlandina charitonovi
Berlandina charitonovi är en spindelart som beskrevs av A. V. Ponomarev 1979. Berlandina charitonovi ingår i släktet Berlandina och familjen plattbuksspindlar. Inga underarter finns listade.